# Oncorhynchus chrysogaster
Oncorhynchus chrysogaster é uma espécie de peixe da família Salmonidae.
É endémica do México.